# Almugatèn
En relació amb un grup d'almogàvers, un almugatèn o almugatén era un almogàver amb experiència que comandava una partida en incursions puntuals i en campanyes militars més generals.

## SegonsAlfons X de Castella
En Las Siete Partidas hi ha diverses lleis que defineixen els conceptes adalil, almugatèn, almogàver a cavall i almogàver a peu. Es tracta d'una legislació teòrica que especificava un desig de funcionament d'aquella infanteria especialitzada, i volia dotar-la d'estructura jeràrquica. Segons aquell punt de vista un almugatèn seria una mena de capità.
No hi ha cap document que confirmi una actuació regular d'una infanteria d'almogàvers lluitant sota un rei castellà i organitzada segons l'estructura descrita en les Partidas.

## Realitat
Els almogàvers s'organitzaven de manera lliure. Els almugatens podien ser escollits pels almogàvers de la pròpia partida o per una autoritat superior. La relació d'autoritat es basava en els fets. Un bon almugatèn era obeït i respectat. Si ho feia malament havia de dimitir o es quedava sense soldats, que eren lliures de marxar.
El cas dels adalils és encara mes exagerat. Originalment eren una mena d'escoltes o exploradors que coneixien el territori de combat i guiaven les forces militars. En Las Siete Partidas esdevenen un càrrec superior amb capacitat de comandament.